# Egegik
Egegik is een plaats (city) in de Amerikaanse staat Alaska, en valt bestuurlijk gezien onder Lake and Peninsula Borough.

## Demografie
Bij de volkstelling in 2000 werd het aantal inwoners vastgesteld op 116.
In 2006 is het aantal inwoners door het United States Census Bureau geschat op 97, een daling van 19 (-16.4%).

## Geografie
Volgens het United States Census Bureau beslaat de plaats een oppervlakte van
347,0 km², waarvan 84,9 km² land en 262,1 km² water.

## Plaatsen in de nabije omgeving
De onderstaande figuur toont nabijgelegen plaatsen in een straal van 80 km rond Egegik.